# طريق جبل كرا
طريق جبل كرا أو طريق الهدا هو أحد الطرق الملتوية في السعودية وأعلاها، حيث تصل نهايته في قمة مركز الهدا عند نقطة ارتفاع تزيد عن 2000 متر فوق مستوى سطح البحر. يربط الطريق بين الطائف والهدا ومكة المكرمة، ويتخذ من جبل كرا الطود العملاق مسارا له ليأخذ من قمته حافة الهدا الغربية في الانحدار. يبدأ الطريق بدرجة حرارة مرتفعة تصل إلى 45 درجة مئوية وينتهي في درجة حرارة 20 درجة مئوية في مسافة تقدر بـ 23 كلم. وكرا ثنية بين مكة والطائف قال ابن بلهيد: «وكرا طريق يسلكه الماشي من الطائف إلى مكة أو بالعكس وهي عقبة باقية بهذا الاسم إلى الآن».
الجدير بالذكر بأن وزارة المواصلات قررت إنشاء نفق مختصر يربط بين مكة المكرمة والهدا. حيث تقدر المسافة الزمنية 25 دقيقة فقط.

## السياحة
الطائف هو المصيف الأول للسعودية منذ أن اتخذ الملك عبدالعزيز آل سعود عام 1343 هـ قراراً باعتبار الطائف مصيفاً رسمياً للدولة حيث تنتقل إليها الأجهزة الحكومية في فصل الصيف الذي يمتد عدة أشهر وسار عليه أبناؤه من بعده. ومن ناحية تاريخية فقد مر ألف عام على إنشاء طريق للمشاة ما بين الطائف ومكة المكرمة عبر طريق الهدا - جبل كرا (عقبة كرا).
جاءت فكرة مشروع إنشاء طريق يربط الطائف بالهدا ثم مكة بطريق سريع حينما قام الملك سعود بن عبدالعزيز بزيارة لمنطقة الهدا أثناء فترة اصطيافه عام 1955، حيث أصدر أمراً بتوسعة طريق الطائف الهدا عام 1958، وأسند إلى وزارة المواصلات مهمة إنشاء وتوسعة مشروع طريق الطائف - الهدا - مكة بطول 67 كم. وإلى مؤسسة محمد بن لادن بتكملة وصيانة الطريق ومتابعته من ولي العهد في ذلك الوقت الأمير فيصل بن عبدالعزيز والإشراف على مراحل التنفيذ للطرق.

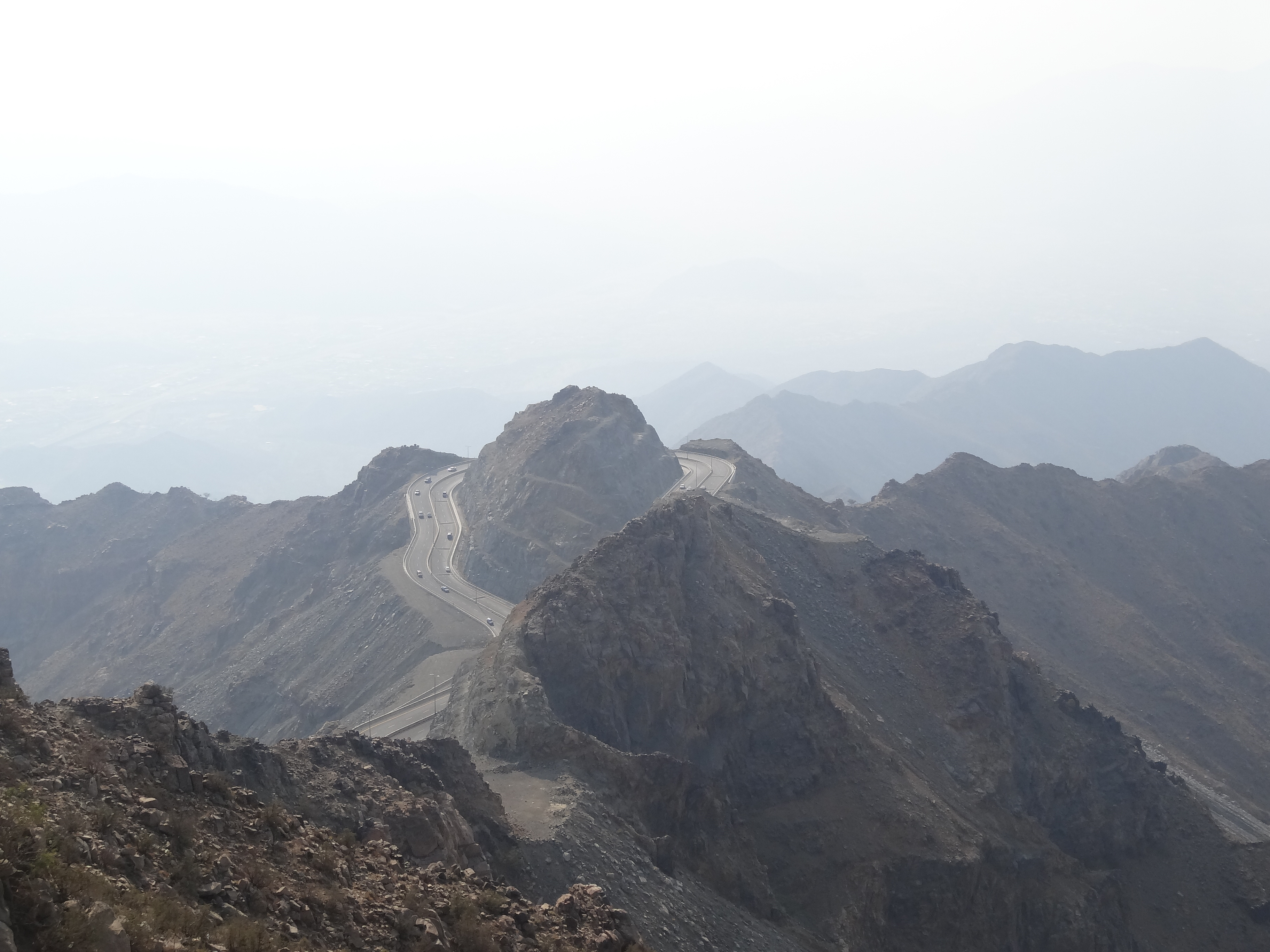
جزء من طريق عقبة الهدا - الكرا، الذي يربط الطائف بمكة.

بدأت الاستعدادات للاحتفال بافتتاح طريق الطائف - الهدا - مكة الجديد، وهو أول طريق من نوعه في الشرق الأوسط في ذلك الوقت. وقد دعي للحفل عدد كبير من رجال الدولة وأعيان البلاد والسفراء والسلك الدبلوماسي العربي والأجنبي، وهذا الطريق الذي يربط مكة بالطائف والذي بدأ العمل مع بداية عام 1958، وتم افتتاحه يوم الأربعاء الموافق 3 صفر 1385 هـ الموافق (1965 م) تحت رعاية الملك فيصل بن عبد العزيز، أصبح الشريان الرئيسي لمدينة الطائف فهو يربطها بمكة وجدة.
ويبلغ طوله 87 كم مقسمة كالتالي:
- 21 كيلو مترا من مكة إلى عرفات.
- 23 كيلو مترا من عرفات إلى الكرا.
- 23 كيلو مترا من الكرا إلى الهدا.
- 20 كيلو مترا من الهدا إلى الطائف.

## توسعة الطريق
تم افتتاح التوسعة الأولى في عهد خالد بن عبد العزيز آل سعود لطريق الهدا الطائف المزدوج يوم 28 شعبان 1398هـ الموافق 1977 بالإضافة إلى الخط الدائري، لاحقاً في عهد الملك عبدالله بن عبدالعزيز وضع حجر الأساس للتوسعة الجديدة الثانية لازدواج طريق تحويل الهدا - الكر في 23 يونيو 2006 م، بلغ طوله 22 كم بقيمة إجمالية تزيد على 198 مليون ريال، والطريق من اتجاهين بمسارين في كل اتجاه مع كتف خارجي بعرض 2م وداخلي بعرض 5م، يفصل بينهما جزيرة وسطية (حواجز خرسانية) بعرض 7م، إضافة إلى جسر فوق وادي المعسل، ويساهم ازدواج هذا الجزء من الطريق في تحقيق ازدواجية كامل الطريق من الطائف إلى مكة المكرمة مما يساهم في خدمة الحركة المرورية أثناء المواسم والإجازات، انتهى المشروع في 2008.